# دلقک‌ماهی سیشل
دلقک‌ماهی سیشل (نام علمی: Amphiprion fuscocaudatus) نام یک گونه از زیرخانواده دلقک‌ماهی است.

## نگارخانه

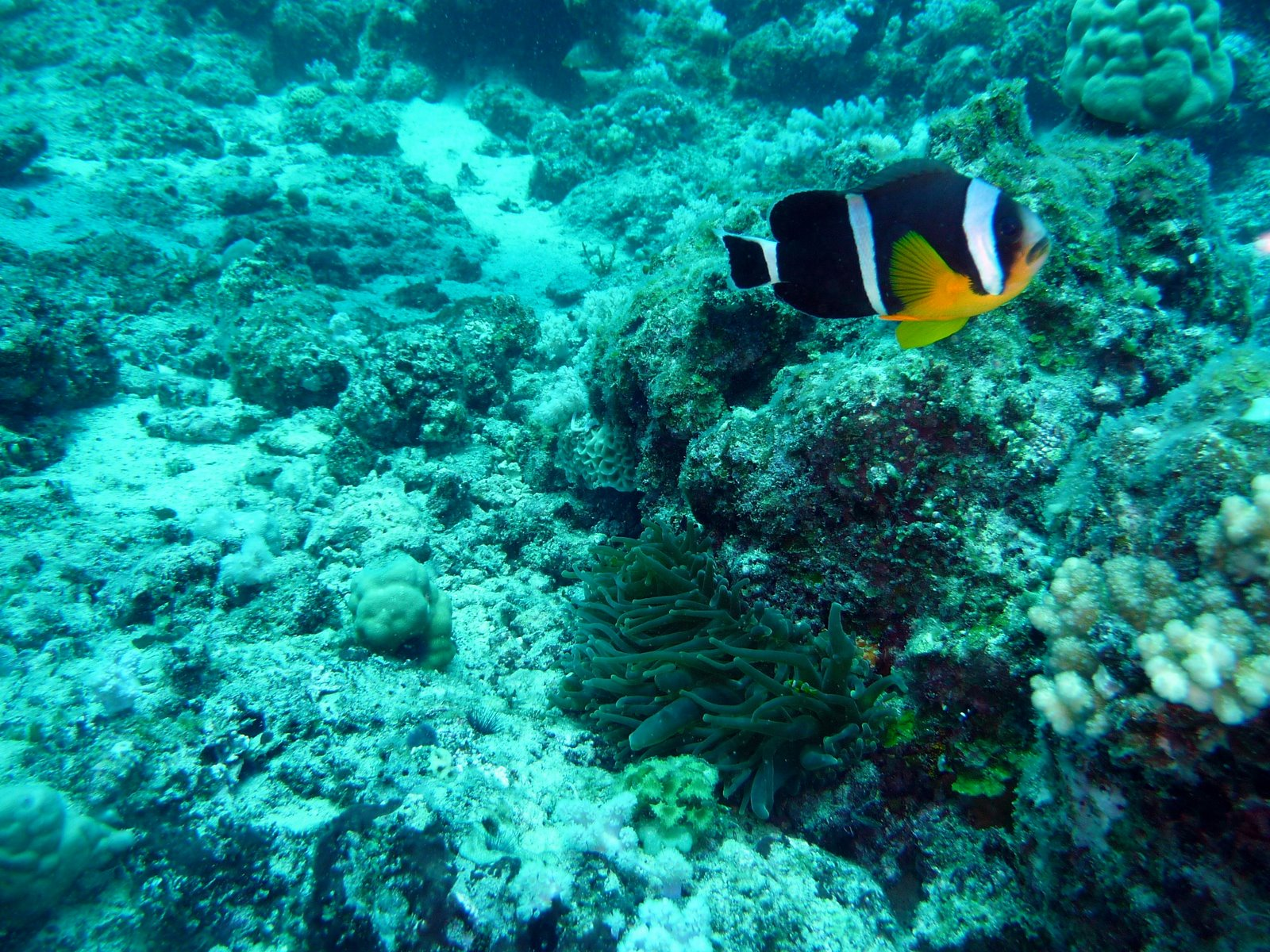